# Фредерік Серра
Фредерік Серра (фр. Frédéric Serrat; 15 березня 1977) — французький професійний боксер, призер чемпіонату світу серед аматорів.

## Аматорська кар'єра
1997 року став чемпіоном Франції.
На Середземноморських іграх 1997 завоював бронзову медаль.
На чемпіонаті світу 1997 став срібним призером.
- В 1/16 фіналу переміг Шандора Каспара (Угорщина) — 9-4
- В 1/8 фіналу переміг Ервінса Челманіса (Латвія) — 12-6
- У чвертьфіналі переміг Мохамеда Бенгесмія (Алжир) — 14-7
- У півфіналі переміг Ісаеля Альвареса (Куба) — 13-5
- У фіналі програв Олександрові Лебзяку (Росія) — 7-12

## Професіональна кар'єра
У січні 1998 року дебютував на професійному рингу. Загалом провів 28 боїв. Завершив кар'єру 26 листопада 2005 року після поразки від ексчемпіона світу британця Карла Томпсона.